# Конститусион (департамент)
Конститусион е департамент в Аржентина, разположен в аржентинската провинция Санта Фе с обща площ 3225 км2 и население 83 045 души (2001). Главен град е Виля Конститусион.

## Административно деление
Департаментът е съставен от 19 общини.